# Pisón (usurpador)
Pisón o Pisón Frugi (en latín, Piso Frugi) fue un usurpador romano, muerto en el año 261, cuya existencia es cuestionable, puesto que se basa únicamente en el relato de la poco fiable Historia Augusta.
La Historia Augusta dice que era descendiente de la gens Calpurnia y que en su tiempo era conocido por Frugi. Es posible que también hubiese recibido el título Tesálico.
Tras la muerte de Valeriano a manos de los persas su sucesor, el emperador Galieno, envió a Valente Tesalónico a acabar con la rebelión de Macriano el Viejo en Oriente. Según la Historia Augusta, Pisón fue enviado por Macriano (no está claro si el mayor o el menor) a Acaya, en Grecia, para matar a Valente. En su lugar, Pisón se retiró a Tesalia, donde se proclamó emperador y murió finalmente a manos de los soldados de Valente.